# Arthur Ungnad
Arthur Franz Eduard Ungnad, né le 3 août 1879 à Magdebourg (Province de Saxe) et mort le 26 avril 1947 à Falkensee (Allemagne), est un assyriologue allemand.

## Biographie
Arthur Ungnad étudie l'assyriologie auprès de Heinrich Zimmern et de Friedrich Delitzsch et obtient son doctorat à Berlin en 1903 avec une thèse sur la syntaxe des lois de Hammourabi. Il poursuit ensuite ses activités en tant qu'assistant au département des musées royaux du Proche-Orient à Berlin. En 1909, il est professeur associé en langues orientales à l'université d'Iéna et succède à Karl Vollers, également directeur du Cabinet de la monnaie orientale. En 1913, il est professeur titulaire à l'université de Pennsylvanie. En 1919, Ungnad est nommé professeur titulaire à l'Université de Greifswald et en 1921 à l'université de Breslau. En 1930, il accède à l'éméritat.

## Publications
- Babylonisch-assyrische Grammatik, Beck, München 1906, 2. Auflage (= Clavis linguarum semiticarum, p. 2) 1926 ; seit der 3. Auflage 1949 als Grammatik des Akkadischen; 6. Auflage, völlig neubearbeitet von Lubor Matouš, 2007,  (ISBN 978-3-406-02890-8).
- Die Deutung der Zukunft bei den Babyloniern und Assyrern (= Der Alte Orient. Bd. 10.3), Hinrichs, Leipzig, 1909.
- Aramäische Papyrus aus Elephantine, Kleine Ausgabe unter Zugrundelegung von Eduard Sachau’s Erstausgabe, bearbeitet von Arthur Ungnad, Hinrichs, Leipzig, 1911.
- Das Gilgamesch-Epos, Neu übersetzt von Arthur Ungnad und allgemeinverständlich erklärt von Hugo Gressmann, Vandenhoeck & Ruprecht, Göttingen, 1911.
- Hebräische Grammatik, Mohr, Tübingen, 1912.
- Syrische Grammatik (= Clavis linguarum semiticarum. p. 7), Beck, Munich, 1913, 2., verbesserte Auflage 1932; zahlreiche Nachdrucke.
- Die Religion der Assyrer und Babylonier (= Religiöse Stimmen der Völker, tome 3). Diederichs, Iéna, 1921.
- Die ältesten Völkerwanderungen Vorderasiens. Ein Beitrag zur Geschichte und Kultur der Semiten, Arier, Hethiter und Subaräer (= Kulturfragen. Band 1), Selbstverlag, Breslau, 1923.
- Babylonisch-assyrisches Keilschriftlesebuch (= Clavis linguarum semiticarum. p. 8), Beck, Munich, 1927.
- Subartu, Beiträge zur Kulturgeschichte und Völkerkunde Vorderasiens, De Gruyter, Berlin/Leipzig, 1936.